# Kenndal McArdle
Kenndal McArdle (né le 4 janvier 1987 à Toronto, Ontario au Canada) est un joueur professionnel retraité canadien de hockey sur glace.

## Carrière de joueur
Natif de Toronto, il ne s'aligne pas dans la Ligue de hockey de l'Ontario comme la majorité des ontariens, mais dans la Ligue de hockey de l'Ouest. Il représente les Warriors de Moose Jaw lors de quelques saisons avant d'être échangé aux futurs vainqueurs de la Coupe Memorial un peu plus tard en saison, les Giants de Vancouver.
Après ce succès, il devint professionnel, s'alignant la majorité de sa première saison avec les Americans de Rochester de la Ligue américaine de hockey. Il joue aussi quelques parties dans une ligue de niveau inférieur, l'ECHL, avec les Everblades de la Floride.
Il quitte pour la Suède pour la saison 2013-2014, jouant alors avec le VIK Västerås HK. Au terme de cette saison, il annonce son retrait de la compétition.

## Statistiques
| Saison     | Équipe                      | Ligue          |    | Saison régulière | Saison régulière | Saison régulière | Saison régulière | Saison régulière |    | Séries éliminatoires | Séries éliminatoires | Séries éliminatoires | Séries éliminatoires | Séries éliminatoires |
| Saison     | Équipe                      | Ligue          | PJ | B                | A                | Pts              | Pun              | PJ               | B  | A                    | Pts                  | Pun                  |                      |                      |
| 2002-2003  | Warriors de Moose Jaw       | LHOu           | 2  | 0                | 0                | 0                | 0                | -                | -  | -                    | -                    | -                    |                      |                      |
| 2003-2004  | Warriors de Moose Jaw       | LHOu           | 54 | 8                | 8                | 16               | 57               | 10               | 3  | 2                    | 5                    | 6                    |                      |                      |
| 2004-2005  | Warriors de Moose Jaw       | LHOu           | 70 | 37               | 37               | 74               | 122              | 5                | 1  | 0                    | 1                    | 16                   |                      |                      |
| 2005-2006  | Warriors de Moose Jaw       | LHOu           | 72 | 28               | 43               | 71               | 135              | 22               | 6  | 10                   | 16                   | 43                   |                      |                      |
| 2006-2007  | Warriors de Moose Jaw       | LHOu           | 26 | 10               | 10               | 20               | 75               | -                | -  | -                    | -                    | -                    |                      |                      |
| 2006-2007  | Giants de Vancouver         | LHOu           | 37 | 9                | 13               | 22               | 54               | 22               | 11 | 9                    | 20                   | 49                   |                      |                      |
| 2006-2007  | Giants de Vancouver         | Coupe Memorial | -  | -                | -                | -                | -                | 5                | 2  | 2                    | 4                    | 6                    |                      |                      |
| 2007-2008  | Everblades de la Floride    | ECHL           | 6  | 3                | 1                | 4                | 26               | 3                | 0  | 0                    | 0                    | 2                    |                      |                      |
| 2007-2008  | Americans de Rochester      | LAH            | 36 | 5                | 5                | 10               | 31               | -                | -  | -                    | -                    | -                    |                      |                      |
| 2008-2009  | Americans de Rochester      | LAH            | 58 | 12               | 12               | 24               | 79               | -                | -  | -                    | -                    | -                    |                      |                      |
| 2008-2009  | Panthers de la Floride      | LNH            | 3  | 0                | 0                | 0                | 2                | -                | -  | -                    | -                    | -                    |                      |                      |
| 2009-2010  | Americans de Rochester      | LAH            | 18 | 3                | 5                | 8                | 63               | -                | -  | -                    | -                    | -                    |                      |                      |
| 2009-2010  | Panthers de la Floride      | LNH            | 19 | 1                | 2                | 3                | 29               | -                | -  | -                    | -                    | -                    |                      |                      |
| 2010-2011  | Americans de Rochester      | LAH            | 54 | 14               | 12               | 26               | 106              | -                | -  | -                    | -                    | -                    |                      |                      |
| 2010-2011  | Panthers de la Floride      | LNH            | 11 | 0                | 0                | 0                | 16               | -                | -  | -                    | -                    | -                    |                      |                      |
| 2011-2012  | Jets de Winnipeg            | LNH            | 9  | 0                | 0                | 0                | 4                | -                | -  | -                    | -                    | -                    |                      |                      |
| 2011-2012  | IceCaps de Saint-Jean       | LAH            | 35 | 7                | 5                | 12               | 64               | -                | -  | -                    | -                    | -                    |                      |                      |
| 2011-2012  | Pirates de Portland         | LAH            | 19 | 3                | 3                | 6                | 34               | -                | -  | -                    | -                    | -                    |                      |                      |
| 2012-2013  | IceHogs de Rockford         | LAH            | 30 | 3                | 2                | 5                | 55               | -                | -  | -                    | -                    | -                    |                      |                      |
| 2012-2013  | Road Warriors de Greenville | ECHL           | 31 | 7                | 15               | 22               | 65               | -                | -  | -                    | -                    | -                    |                      |                      |
| 2013-2014  | VIK Västerås HK             | Allsvenskan    | 45 | 11               | 13               | 24               | 44               | -                | -  | -                    | -                    | -                    |                      |                      |
| Totaux LNH | Totaux LNH                  | Totaux LNH     | 42 | 1                | 2                | 3                | 51               | -                | -  | -                    | -                    | -                    |                      |                      |

## Trophées et honneurs personnels
- 2007 : remporte la Coupe Memorial avec les Giants de Vancouver